# Recopa Gaúcha 2019
In 2019 werd de zesde Recopa Gaúcha tussen de kampioen van de staatscompetitie en de Copa FGF gespeeld. De competitie werd georganiseerd door de FGF. Grêmio werd de winnaar.  

## Deelnemers
| Club    | Stad              | Gekwalificeerd als              | Deelnames |
| ------- | ----------------- | ------------------------------- | --------- |
| Grêmio  | Porto Alegre      | Kampioen Campeonato Gaúcho 2018 | 1ste      |
| Avenida | Santa Cruz do Sul | Kampioen Copa FGF 2018          | 1ste      |

## Recopa
|                        |                                                                   |       |         |                                                                                              |
| 10 februari 2019 18:30 | Grêmio                                                            | 6 – 0 | Avenida | Arena do Grêmio, Porto Alegre Toeschouwers: 23.794 Scheidsrechter: Eleno Gonzalez Todeschini |
| 10 februari 2019 18:30 | Luan 2', 74' Everton 42', 83' Leonardo Gomes 64' Felipe Vizeu 89' |       |         | Arena do Grêmio, Porto Alegre Toeschouwers: 23.794 Scheidsrechter: Eleno Gonzalez Todeschini |

| Grêmio | Avenida |

| Recopa Gaúcha de 2019      |
| Porto Alegre               |
| -------------------------- |
| GRÊMIO Kampioen (1° titel) |